# نوش جان (ترانه)
نوش جان (فرانسوی: Bon Appétit‎) نام ترانه‌ای از کیتی پری به همراهی گروه موسیقی هیپ‌هاپ میگوس است. این ترانه در سبک دنس پاپ با محتوای جنسی است که در ۲۸ آوریل ۲۰۱۷ منتشر شد.